# Little Italy (Vancouver)

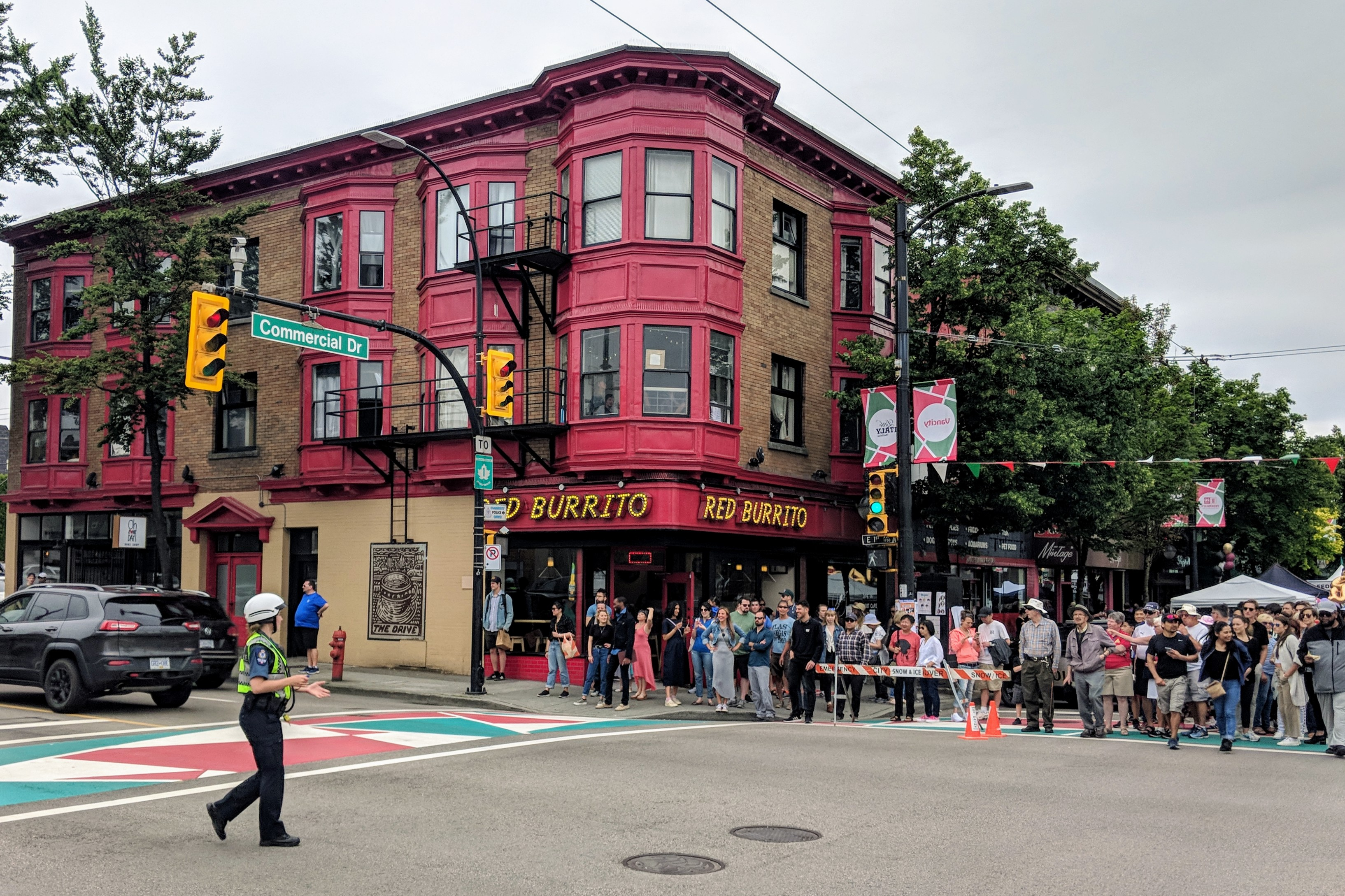
Commercial Drive pendant le Italian Days festival à Little Italy.

Pour les articles homonymes, voir Little Italy.
Little Italy (en français « Petite Italie ») à Vancouver, Colombie-Britannique, Canada est un quartier dans la partie Est de la ville, plus communément appelé Commercial Drive. Historiquement, ce quartier était une enclave où se concentrait l'ethnie italienne et le commerce italien. Aujourd'hui, après une période de déclin constant, ce quartier est redevenu un centre commercial important et multiculturel.

## Historique
Avant les années 1930, la plupart des immigrants italiens étaient installés dans ce qui est aujourd'hui la circonscription de Strathcona. Pendant les années 1940 et 1950, l'essentiel de cette communauté s'est déplacée dans la partie nord de Commercial Drive, contribuant grandement au dynamisme du quartier.